# Elio (divinità)

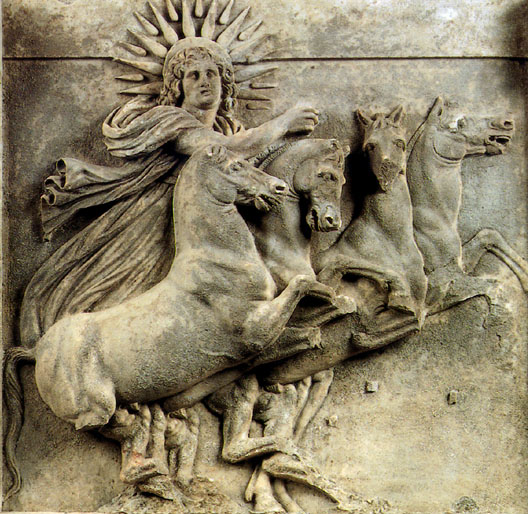
Metopa raffigurante Elio che esce dal mare. Rinvenuta all'angolo Nord-Est del tempio di Atena a Troia da Heinrich Schliemann nel 1872, e risalente al IV secolo a.C., è oggi conservata presso il Pergamonmuseum di Berlino. La raffigurazione di Elio che esce dal mare può riprendere quanto riportato in Ateneo (469c e sgg.) dove viene raccontato il modo in cui Elio, dopo aver attraversato il cielo da oriente verso occidente, torni col suo cocchio al suo punto di origine: entro un'enorme coppa attraversa l'oceano

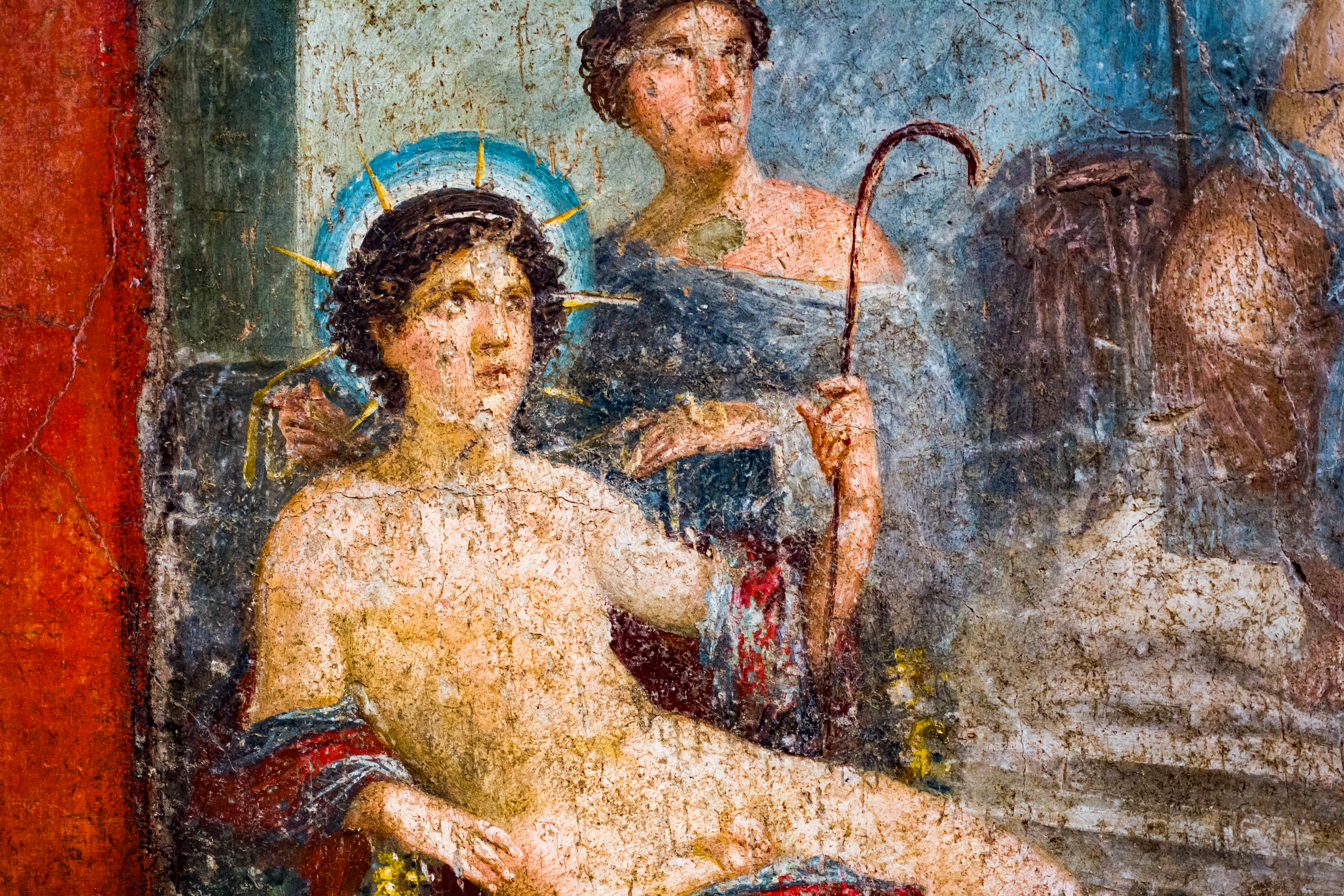
Elio su un antico affresco di Pompei

Elio (in italiano anche Elios; in greco antico: Ἥλιος?, Hḕlios, in latino Hēlĭus,-i o Sol,-is) è un titano della religione greca e, più precisamente, la personificazione dell'astro solare, figlio dei titani Teia e Iperione.

## Il mito di Elio
Elio era figlio del titano Iperione e di Teia e fratello di Selene, titanide legata alla luna e di Eos, divinità dell'aurora. Ogni mattina egli si solleva ad oriente sulle acque del fiume Oceano che circonda tutta la Terra, per guidare nel cielo il carro splendente del Sole, trainato da quattro cavalli che gettano fuoco dalle narici. Durante il dì percorre il cielo da oriente a occidente fin quando arriva la sera, poi si immerge nuovamente nel fiume Oceano. Per arrivare nuovamente ad oriente, utilizzava una barchetta d'oro girando attorno all'emisfero boreale. Una volta giunto a destinazione riposa nel suo magnifico palazzo. Elio possedeva sull'isola di Trinacria sette mandrie di buoi, rappresentanti i sette giorni di una settimana, e sette greggi di pecore, rappresentanti le sette notti di una settimana. Ogni mandria e ogni gregge era composto da cinquanta capi, ovvero il numero, secondo il computo antico, delle settimane dell'anno solare. Elios ebbe diversi figli, fra cui Fetonte, Eete, Perse, Cercafo, Tenage, Acti, Triopa, Candalo, Ochimo, Macareo, Ampelo e Bisalte, e diverse figlie, tra cui Circe, Merope, Fetusa, Pasifae, Elie, Egle, Lampezia, Febe, Eterea, Diossippe ed Elettrione chiamate Eliadi.
Figlia di Elio era anche la capra Amaltea che, dopo essere stata consegnata alla ninfa Adrastea da Gea, allattó Zeus infante.
In un mito corinzio del II secolo d.C. si raccontava che Briareo, uno degli Ecatonchiri, fece da arbitro in una disputa tra Poseidone ed Elio (il mare ed il Sole): egli stabilì che l'Istmo sarebbe toccato a Poseidone, mentre l'acropoli di Corinto ad Elio.
(Pausania, II 1.6)

## Elio nell'Iliade
La più antica attestazione greca del dio Elio è nel III canto dell'Iliade dove viene indicato come colui che "tutti vede e tutto ascolta":
Ἠέλιός θ', ὃς πάντ' ἐφορᾷς καὶ πάντ' ἐπακούεις,

καὶ ποταμοὶ καὶ γαῖα, καὶ οἳ ὑπένερθε καμόντας

ἀνθρώπους τίνυσθον ὅτις κ' ἐπίορκον ὀμόσσῃ,

(Iliade III, 276-280. Traduzione di Guido Paduano. Milano, Mondadori, 2007, p.91)
La facoltà di onniveggenza lo fa invocare nei giuramenti.

## Elio nellaTeogoniadi Esiodo
Nella Teogonia di Esiodo (vv.371-374) i titani Teia (Θεία) e Iperione (Ὑπερίων) generano Elio insieme a Selene (Σελήνη, Luna) ed Eós (Ἠώς, Aurora).
Mentre ai versi 956-957 Elio e l'oceanina Persei (Περσηΐς, anche Perseide) generano Circe (Κίρκη) e Aiete (Αἰήτης, anche Eeta).

## Elio nelle altre tradizioni
- Negli Inni omerici, la possibilità di vedere e ascoltare ovunque (così come testimoniato nell'Iliade) consentì a Elio di assistere al rapimento di Persefone (Περσεφόνη) da parte di Ade (Ἅιδης)[6].
- In Pindaro, Elio è lo sposo della ninfa Rodo (Ῥόδη, anche Rodi)[7] e sull'isola di Rodi ebbe sette figli[8]. Sempre in Pindaro, Zeus assegna a Elio l'isola di Rodi in quanto, assente al momento della spartizione del mondo tra gli dèi, ottiene Rodi appena emersa dal mare[9].
- Platone, nel suo Simposio (220 D) cita la lirica di Socrate dedicata a Elio che sorge[10].
- In Ateneo (469c e sgg.) viene raccontato il modo in cui Elio dopo aver attraversato il cielo da oriente verso occidente, tornasse al suo punto di origine: entro un'enorme coppa attraversava l'oceano.
- In Diodoro Siculo[11] Elio risulta particolarmente venerato a Rodi che è l'isola a lui sacra, in quanto inizialmente non era che una palude divenendo fiorente grazie ai raggi del sole che la prosciugarono.
- In Pausania Elio è genitore di Pasifae (Πασιφάη)[12] da intendersi questa come un appellativo di Selene[13].
- Il mitografo romano Igino[14] narra la vicenda di Fetonte (Φαέθων) il quale figlio di Climeno (Κλύμενος)[15], a sua volta figlio di Elio e della ninfa Merope (Μερόπη), venne a sapere dal padre che suo nonno era Elio, ma adoperò in modo errato il cocchio solare in quanto si avvicinò troppo alla terra incendiando dove passava finché un fulmine lo colpì facendolo precipitare nel fiume Po che i Greci chiamano Eridano (Ferecide fu il primo a indicarlo in questo modo). Le sorelle di Fetonte piansero in tal modo il fratello che furono trasformate in pioppi. Queste loro lacrime (narra Esiodo[16]) rapprendendosi si trasformarono in ambra, e per questa ragione sono chiamate Eliadi (Ἡλιάδες): Merope, Elie, Egle, Lampezia, Febe, Eteria e Diossipe.
- Il dio viene normalmente rappresentato alla guida del carro del sole che conduce da oriente verso occidente[4]. Il poeta romano Ovidio[17], riprendendo Pindaro[18], indica questo carro in una quadriga tirata da quattro cavalli che soffiano fuoco dalle narici: (Eòo, Etone, Flegone e Piroide).

## Culto
Il culto di Elio non era regolare in Grecia in quanto questo dio non risiedeva né nelle città, né nelle campagne, ed essendo un astro era considerato lontano dagli uomini che comunque gli prestavano debito onore. Il suo culto risulta invece particolare nell'isola di Rodi dove gli era consacrata una colossale statua rappresentante un giovane con una folta chioma cinta da una corona a raggiera conosciuta con il nome di Colosso di Rodi, a dimostrazione dei tratti propriamente non greci della sua civiltà.
A Elio erano dedicate, sempre a Rodi, le Hēliaîa (Ἡλιαῖα), festività comprendenti gare atletiche e un sacrificio di quadrighe gettate in mare.

## Teologia
In età successive il culto di Elio assunse un'importanza centrale, dapprima fu identificato con altri dèi, ad esempio l'identificazione con il dio Apollo risulta già attestata nel V secolo a.C., successivamente, in epoca tardo-imperiale, a partire da Aureliano, il suo culto divenne il principale culto dell'impero romano; in Macrobio sono riassunte le motivazioni teologiche:
(Macrobio. Saturnali I, 17, 2-5. Traduzione di Nino Marinone; Torino, Utet, 1987)
Così già l'imperatore Flavio Claudio Giuliano nel suo Inno a Elio re:
(Giuliano Inno a Elio re, 5-6. In Giuliano. Inno alla Madre degli dei e altri discorsi (a cura di Jacques Fontaine, Carlo Prato e Arnaldo Marcone). Milano, Mondadori/Fondazione Lorenzo Valla, 1997, pp.105-7)